# NGC 6166
NGC 6166是阿貝爾2199星系團中的一個橢圓星系，位於武仙座，距離地球4億9千萬光年。在這個星系團中主要的星系是在X射線排放上，已知最明亮的星系之一。

## 敘述
NGC 6166是質量特別大的cD星系，並且是這一類型星系的好例子，在它的內部還有幾個小星系。
它被懷疑是經過大量的星系碰撞造成的，並且擁有為數眾多的球狀星團（數量在6,200至22,000之間） 環繞星系核心.。
這個星系中心藏有超大質量黑洞，估計有著十億{\displaystyle {\begin{smallmatrix}M_{\odot }\end{smallmatrix}}}。
NGC 6166也是眾所周知的活躍星系核，被歸類為FRI源，有對稱的兩個秒差距尺度無線電噴流和無線電瓣，並且引起體氣體進入造成冷卻流，每年會累積200太陽質量的氣體。
曾有人指出NGC 6166的中心可能會有一些O-型恆星 。